# John Stubblefield
John Stubblefield (4. února 1945 – 4. července 2005) byl americký jazzový saxofonista.

## Život
Narodil se ve městě Little Rock v Arkansasu a v dětství se učil vedle saxofonu hrát ještě na klavír. Hudbu studoval na University of Arkansas ve Fayetteville. Později žil v Chicagu, kde spolupracoval s hudební organizací AACM, a roku 1971 se usadil v New Yorku. Během své kariéry spolupracoval s desítkami různých hudebníků, mezi které patří například Miles Davis, Abdullah Ibrahim, McCoy Tyner, Joseph Jarman či Anthony Braxton. Řadu let působil v kapele Mingus Big Band, kterou sestavila vdova po hudebníkovi Charlesi Mingusovi. Hudbě se věnoval také jako pedagog, přednášel například na Rutgers University a Wesleyan University.
Ještě v říjnu roku 2004, kdy již byl odkázán na invalidní vozík, dirigoval orchestr, se kterým nahrával své poslední album I Am Three. Později však byl nucen zůstat v celodenní péči, v nemocnici jej však navštěvovali například komik Bill Cosby a v té době již bývalý americký prezident Bill Clinton. Zemřel na karcinom prostaty ve věku šedesáti let v nemocnici v newyorském Bronxu.